# مربعات بيشه
مربعات بيشه هي إحدى القرى التابعة لمدينه سفيرة والواقعة في جبل الحص، وتبعد عن مركز مدينه سفيره حوالي 35 كيلو متر وعن مدينة حلب حوالي 65 كم. بلغ عدد سكانها في عام 2011 حوالي 2000 نسمة. وهي قرية زراعية تشتهر بالزراعة الموسمية، وتربية المواشي. وهي قرية صحراوية المناخ.
تعرضت القرية للقصف أثناء أحداث الثورة السورية في 2011.